# Sinopsis docu-drama
Sinopsis docu-drama este un film românesc din 2007 regizat de Vlad Trandafir. Rolurile principale au fost interpretate de actorii Tudor Aaron Istodor, Gabriel Spahiu.

## Distribuție
Distribuția filmului este alcătuită din:
- Tudor Aaron Istodor — Marius
- Ana Covalciuc — Alice
- Mimi Brănescu — Adi
- Clara Vodă — Emilia
- Maria Șerbănescu
- Anca Constantin — Angajata 1
- Gabriel Spahiu — Mihai
- Diana Cavallioti — Angajata 2
- Alexandra Rotaru — Secretara 2
- Ciprian Alexandrescu — Schija
- Bogdan Dumitrescu — Un tip
- Simona Ghiță — Secretara 1